# Nicolás de los Santos
Nicolás de los Santos Talmón (Bahía Blanca, 15 aprile 1988) è un cestista argentino.

## Palmarès
- Campionato argentino: 1

Gimnasia de Comodoro: 2005-06